# Nils Svenwall
Nils Svenwall (* 7. Oktober 1918 in Borås, Schweden; † 5. April 2005 in Lidingö, Schweden) war schwedischer Filmarchitekt und Kostümbildner.

## Leben und Wirken
Svenwall erhielt seine erste künstlerische Ausbildung Ende der 1930er Jahre und stieß anschließend zum Film. 1940 wurde er Assistent des Chefdesigners Arne Åkermark, an dessen Seite Svenwall 1942 bei Gustaf Molanders Filmdrama Rid i natt! als Co-Chefarchitekt debütierte. In der Folgezeit gestaltete Svenwall zumeist alleinverantwortlich die Filmbauten zu einer Fülle von Produktionen, gegen Ende der 1940er und Anfang der 1950er Jahre auch die für einige frühe Inszenierungen Ingmar Bergmans.
Weitere namhafte Regisseure, mit denen Nils Svenwall zusammenarbeitete, waren Carl Theodor Dreyer, Alf Sjöberg und Arne Mattsson. Mitte der 1950er Jahre verließ Svenwall vorübergehend das Kino und betätigte sich in anderen künstlerischen Bereichen. In späteren Jahren besorgte der Szenenbildner auch die Dekorationsmalerei bei mehreren Film- und Fernsehproduktionen. Im Alter von 65 Jahren ließ sich Nils Svenwall nach seiner Tätigkeit an weit über 100 Filmen pensionieren.

## Filmografie
Als Filmarchitekt
- 1942: Rid i natt!
- 1943: Lille Napoleon
- 1943: Narkos
- 1944: Klockan på Rönneberga
- 1944: Kejsaren av Portugallien
- 1945: Resan bort
- 1945: Två människor
- 1945: Mans kvinna
- 1945: Blaue Jacken (Blajackor)
- 1946: Ballongen
- 1946: So ein Pechvogel (Pengar – en tragikomisk saga)
- 1946: Kristin kommenderar
- 1946: Det är min modell
- 1947: Schütze Bumm lernt um (Tappa inte sugen)
- 1947: Das Mädchen vom Moorhof (Tösen från Stormyrtorpet)
- 1947: Rallare
- 1947: Frau ohne Gesicht (Kvinna utan ansikte)
- 1948: Eva (Eva)
- 1948: Hafenstadt (Hamnstad)
- 1948: Schütze Bumm in Nöten (Soldat Bom)
- 1948: Gefängnis (Fängelse)
- 1949: Durst (Törst)
- 1949: Rya-Rya – Nur eine Mutter (Bara en mor)
- 1949: Kärleken segrar
- 1949: Kvinna i vitt
- 1949: An die Freude (Till glädje)
- 1950: Medan staden sover
- 1950: Sånt händer inte här
- 1951: Frånskild
- 1951: Einen Sommer lang (Sommarlek)
- 1951: Schütze Bumm wird Zollinspektor (Tull-Bom)
- 1952: Flyg-Bom
- 1952: Sehnsucht der Frauen (Kvinnors väntan)
- 1952: Gefahren der Liebe (Möte med livet)
- 1953: Dansa min docka
- 1953: Vi tre debutera
- 1954: Gabrielle
- 1954: Ein hoher Preis (Seger i mörker)
- 1958: Hemma klockan sju
- 1959: Pojken Winslow
- 1959: Åke och hans värld
- 1959: Älska
- 1959: Stängda dörrar
- 1959: Lilith
- 1959: Romeo och Julia i Östberlin
- 1960: Aniara (auch Kostüme)
- 1960: Antigone
- 1960: Skuggorna
- 1960: Stjärnan
- 1961: Kardinalernas middag
- 1961: Maria Angelica
- 1961: Mr Ernest
- 1961: Vildanden
- 1962: Gisslan
- 1962: Krigsmans erinran
- 1962: Välkomstmiddag
- 1963: Herr ‘M’ bekommt eine Stunde
- 1963: Hittebarnet
- 1963: Die Reise (Det går an)
- 1964: Henrik IV
- 1965: Gustav Vasa
- 1966: Nattflyg
- 1966: Die Leute auf Hemsö (Hemsöborna) (TV-Mehrteiler)
- 1967: Den nakne mannen och mannen i frack (auch Kostüme)
- 1968: Der Himmel drückt ein Auge zu (Vindingevals)
- 1968: Pygmalion
- 1968: Rötter
- 1970: Das rote Zimmer (Röda rummet) (TV-Mehrteiler)
- 1981: Inackorderingen
- 1983: Skuggan av Mart
- 1983: Midvinterduell